# 1856
1856 (MDCCCLVI) a fost un an bisect al calendarului gregorian, care a început într-o zi de marți.

## Evenimente

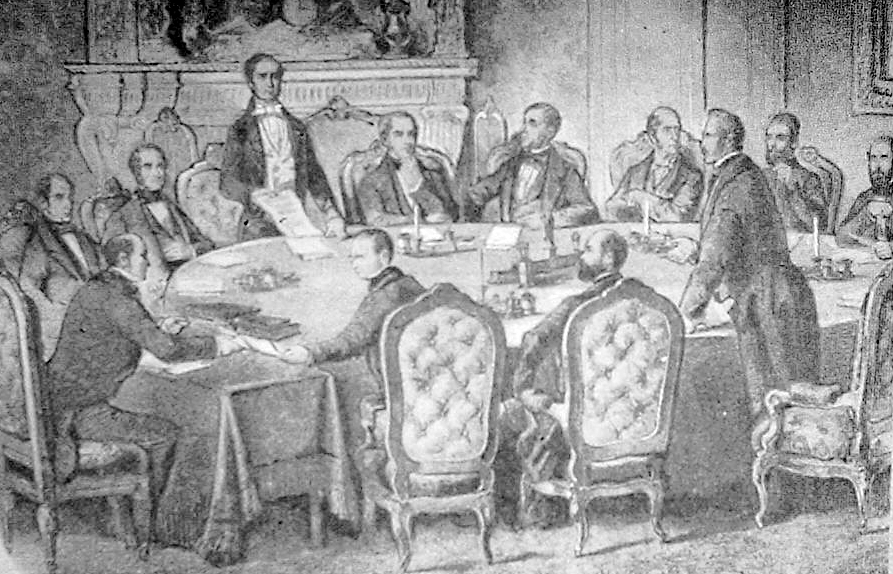
25 februarie-8 aprilie: Tratatul de pace de la Paris din 1856 în urma căruia Țara Românească și Moldova sunt plasate sub suzeranitate otomană.

### Februarie
- 8 februarie: În timpul domniei lui Barbu Știrbei a fost votată „Legiuirea pentru emanciparea tuturor țiganilor din Principatul Țării Românești”.

### Martie
- 19 martie: Ultimele trupe austriece se retrag din București, fiind nevoite să se retragă în urma presiunilor Rusiei și Franței, după Tratatul de pace de la Paris. Țara Românească și Moldova sunt plasate sub suzeranitate otomană. Sudul Basarabiei este cedat Moldovei de Rusia.
- 30 martie: S-a semnat, la Paris, Tratatul de pace care a încheiat Războiul Crimeei, dintre Imperiul Rus și Imperiul Otoman.

### Iunie
- 17 iunie: În locul domnitorului Barbu Știrbei este numit caimacam Alexandru D. Ghica, fostul domn "regulamentar" al Țării Românești.
- 23 iunie: Domnitorul Barbu Știrbei părăsește București sub pretextul efectuării unei inspecții, iar la 25 iunie semnează actul renunțării la tron.

### Nedatate
- Contele Walewski, ministrul de externe al Franței, președinte al Congresului de Pace (fiul natural al lui Napoleon I), propune, în timpul Congresului de pace de la Paris, unirea Moldovei cu Muntenia sub conducerea unui prinț străin.
- Descoperirea primul colorant chimic care a fost obținut, negrul de anilină.

## Arte, științe, literatură și filozofie
- Gustave Flaubert publică Madame Bovary
- În exil, romancierul francez Victor Hugo scrie Mizerabilii
- Prima fosilă de Neanderthal (om preistoric) este descoperită aproape de Düsseldorf
- Prima reprezentare a operei Traviata de Giuseppe Verdi
- Vasile Alecsandri a publicat, în revista "Steaua Dunării", poezia Hora Unirii

## Nașteri
- 25 ianuarie: Friedrich Grünanger, arhitect transilvănean (d. 1929)
- 4 mai: Theodor Dimitrie Speranția, scriitor și folclorist român (d. 1929)
- 6 mai: Sigmund Freud, psihiatru austriac (d. 1939)
- 10 iulie: Nikola Tesla, inventator, fizician, inginer mecanic și inginer electrician american de origine sârbă (d. 1943)
- 26 iulie: George Bernard Shaw, scriitor irlandez (d. 1950)
- 28 octombrie: Dimitrie Onciul, istoric român (d. 1923)
- 18 decembrie: Sir Joseph John Thomson, fizician englez, laureat al Premiului Nobel (d. 1940)
- 28 decembrie: Woodrow Wilson (Thomas Woodrow Wilson), al 28-lea președinte al SUA (1913-1921), (d. 1924)

### Nedatate
- Constantin Cantacuzino-Pașcanu, om politic român (d. 1927)
- Matei Eminescu (n. Eminovici), fratele mai mic al poetului Mihai Eminescu (d. 1929)

## Decese
- 17 februarie: Heinrich Heine (n. Harry Heine), 59 ani, poet și prozator german (n. 1797)
- 9 iulie: Amedeo Avogadro (n. Lorenzo Romano Amedeo Carlo Avogadro di Quaregna e di Cerreto), 79 ani, chimist și fizician italian (n. 1776)
- 29 iulie: Robert Schumann, 46 ani, pianist german (n. 1810)